# Now or Never (canción de Halsey)
«Now Or Never» —en español: «Ahora o nunca»— es el sencillo líder del álbum Hopeless Fountain Kingdom de la artista estadounidense Halsey. Producida por Benny Blanco, Cashmere Cat y Happy Perez. Fue lanzada el 4 de abril de 2017, junto con la pre-order del álbum. El sencillo logró entrar a más de 15 listas de popularidad en todo el mundo y logró debutar en el número cincuenta del Billboard Hot 100 para semanas después subir hasta la posición número dieciocho, siendo este su primer top 20 de Halsey como artista en solitario, esta canción también logró ser certificada en Estados Unidos, Canadá, Australia y Nueva Zelanda.

## Antecedentes
Halsey anunció el 7 de marzo de 2017 que su álbum Hopeless Fountain Kingdom saldría a la venta en junio. Sobre el sonido del álbum, se optó por un sonido más orientado al mainstream, "Soy más que capaz de escribir música de radio", dice, "y es de esperar que voy a poner mi dinero donde está mi boca en este álbum." El sencillo fue anunciado junto con el estreno de la portada a través de las redes sociales de Halsey 3 días antes de su lanzamiento oficial.

## Composición
«Now Or Never» fue escrita por Halsey y producida por Brittany Hazzard junto a Benny Blanco, Cashmere Cat y Happy Perez. 
Esta, comenta Halsey sirvió como "terapeuta de una manera extraña" durante el proceso de grabación. Ella declaró: 

«Nos gustaría terminar la pista y luego estará lista para salir, y (Benny Blanco) me dijo: "Hey, he oído que la cantaste ¿Estás bien.?". Era como si estuviera escuchando un grito de ayuda en lo que estaba cantando, lo cual fue genial porque nos hizo crear un vínculo afectivo».

La canción ha sido descrito como un R&B slow jam y líricamente se ve a Halsey ofreciendo a su amor un ultimátum titulado "Now Or Never".

## Comentarios de la crítica
Los comentarios críticos acerca de la canción fueron meramente mixtos, la mayoría de los comentario negativos hacia «Now Or Never» era comparándolo con la canción Needed Me de Rihanna. Uno de ellos fue Jon Caramanica de The New York Times opinó "Now Or Never" es "preocupante, es entre sus canciones menos vocalmente presente (con un par de flagrante de Rihanna para arrancar), y se mueve en un arrastramiento lento, castrante. Y es profundamente eficaz, aunque no sea profundamente Halsey."  El editor de Billboard Jason Lipshutz escribió, "La canción no tiene el coro masivo de" Closer "- y ha sido ampliamente comparada con la canción de Rihanna "Needed Me" Pero la canción posee el tipo de ritmo lento y entrega vocal vulnerable que ha funcionado para éxitos recientes como "Issues" de Julia Michaels y "Location" de Khalid. Brittany Spanos de Rolling Stone comento que Halsey "abraza un sonido más sensual", alejándose del "pop alternativo industrial" de su álbum debut Badlands.
El sitio web Amazon incluyó a la canción dentro de su lista "Best Songs of 2017 So Far" en la posición número trece.

## Vídeo Musical

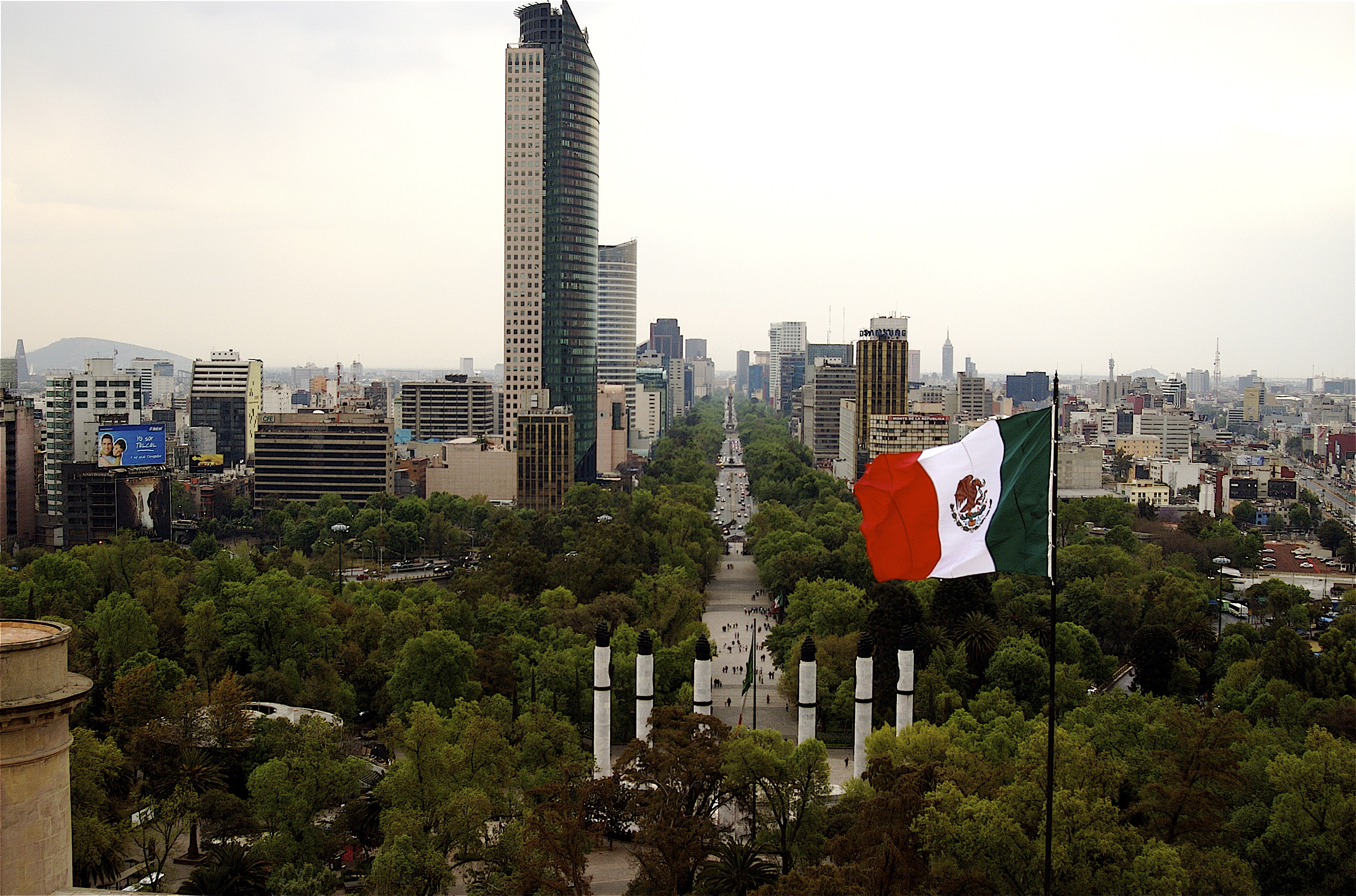
La Ciudad de México fue la ciudad en la cual se rodó el vídeo musical de la canción

El vídeo musical de «Now Or Never» fue filmado en marzo en el barrio de Tepito en la Ciudad de México, está basado en la película de Baz Luhrmann "Romeo + Julieta" de 1996 y marcó el debut como directora de Halsey con ayuda de Sing J Lee. El vídeo musical se estrenó junto con la canción el 4 de abril de 2017. Sobre el vídeo Halsey comento:

«El vídeo musical de "Now Or Never" es una parte central de un largo relato de dos personas enamoradas a pesar de los esfuerzos de mantenerlos separados. Narra la historia de dos impacientes amantes, donde en el contexto del universo "hopeless fountain kingdom", las apuestas son mucho más altas para los dos enamorados».

El vídeo recibió más de tres millones de visitas en la plataforma digital Youtube durante su primer día de estreno y se convirtió en el primer video de Halsey en pasar el millón de visitas en menos de un día, hasta día de hoy cuenta con más de quince millones de reproducciones en dicha plataforma. El vídeo musical tiene una duración de seis minutos con siete segundos.

## Interpretaciones en directo
La primera presentación en TV de «Now Or Never» fue en el programa The Tonight Show Starring Jimmy Fallon. Poco después de esto la cantante la presentó junto con otras canciones en festivales de radio tales como Wango Tango, 933Summer Kick Off Concert Live y el EndFest.
Asimismo, Halsey fue confirmada por Billboard para presentarse en los Billboard Music Awards 2017 en donde presentó el sencillo con un gran vestuario y escenografía. Poco después de esta presentación «Now Or Never» reingreso al top 15 de iTunes Estados Unidos y fue la canción más buscada y reproducida en Shazam de todas las presentaciones de la premiación.

## Posicionamientos en listas

### Semanales
| País            | Lista                           | Mejor posición |
| --------------- | ------------------------------- | -------------- |
| Alemania        | German Singles Chart            | 98             |
| Australia       | Australian Singles Chart        | 16             |
| Austria         | Ö3 Austria Top 40               | 61             |
| Bélgica         | Ultratip Flanders               | 24             |
| Canadá          | Canadian Hot 100                | 32             |
| Escocia         | Official Scottish Singles Chart | 46             |
| Eslovaquia      | Radio Top 100 Chart             | 31             |
| Estados Unidos  | Billboard Hot 100               | 17             |
| Estados Unidos  | Adult Top 40                    | 12             |
| Estados Unidos  | Digital Songs Sales             | 13             |
| Estados Unidos  | Mainstream Top 40               | 3              |
| Filipinas       | Philippine Hot 100              | 64             |
| Francia         | French Singles Chart            | 151            |
| Irlanda         | Irish Singles Chart             | 42             |
| Italia          | Classifica settimanale          | 55             |
| Malasia         | RIM                             | 20             |
| Nueva Zelanda   | NZ Top 40 Singles Chart         | 22             |
| Países Bajos    | Dutch Top 40                    | 84             |
| Portugal        | AFP                             | 35             |
| Reino Unido     | Official Singles Chart          | 80             |
| Venezuela       | Record Report                   | 25             |
| República Checa | Singles Digitál Top 100         | 32             |
| Suecia          | Sweden Singles Charts           | 61             |
| Suiza           | Schweizer Hitparade             | 77             |

## Certificaciones
| País           | Organismo certificador | Certificación | Copias certificadas | Ref.   |
| -------------- | ---------------------- | ------------- | ------------------- | ------ |
| Australia      | ARIA                   | 2× Platino    | 140 000             | [ 34 ] |
| Brasil         | PMB                    | Platino       | 40 000              | [ 35 ] |
| Canadá         | MC                     | Platino       | 80 000              | [ 36 ] |
| Estados Unidos | RIAA                   | 2× Platino    | 2 000 000           | [ 37 ] |
| Italia         | FIMI                   | Oro           | 25 000              | [ 38 ] |
| México         | AMPROFON               | Oro           | 30,000              | [ 39 ] |
| Nueva Zelanda  | RMNZ                   | Oro           | 15 000              | [ 40 ] |
| Países Bajos   | NVPI                   | Oro           | 10 000              | [ 41 ] |
| Suecia         | GLF                    | Oro           | 20 000              | [ 42 ] |